# アレクセイ・レブコ
アレクセイ・レブコ（ロシア語: Алексей Васильевич Ребко, ラテン文字転写: Aleksei Vasil'evich Rebko, 1986年4月23日 - ）は、ロシアの首都モスクワ出身の元サッカー選手。現役時代のポジションはミッドフィールダー。

## 経歴
FCスパルタク・モスクワの最年少出場記録の保持者。UEFAチャンピオンズリーグ 2006-07のグループリーグ2試合（時間に換算すると13分）に出場した国際舞台の経験もある。A代表初招集は2006年9月2日のクロアチア戦。2度目の招集は同年11月15日のマケドニア戦である。いずれも出場機会がなかったが、3度目の招集となった2009年9月5日のリヒテンシュタイン戦でA代表デビューを果たした。

## タイトル

### クラブ
- FCスパルタク・モスクワ
  - ロシア・カップ：1 (2003)